# Zvjahel
Zvjahel (ukrainska: Звягель uttal (fil)) är en stad i Zjytomyr oblast i nordvästra Ukraina med omkring 55 000 invånare. Staden, som nämns för första gången i ett dokument från år 1256, hette Novohrad-Volynskyj mellan 1795 och 2022.